# Pozemní hokej na Letních olympijských hrách 2008
Pozemní hokej na LOH 2008 v Pekingu zahrnoval turnaj mužů i turnaj žen. Všechny zápasy obou turnajů se odehrály ve dnech 10. - 23. srpna 2008 na stadionu Olympic Green Hockey Field v Pekingu.

## Program soutěží

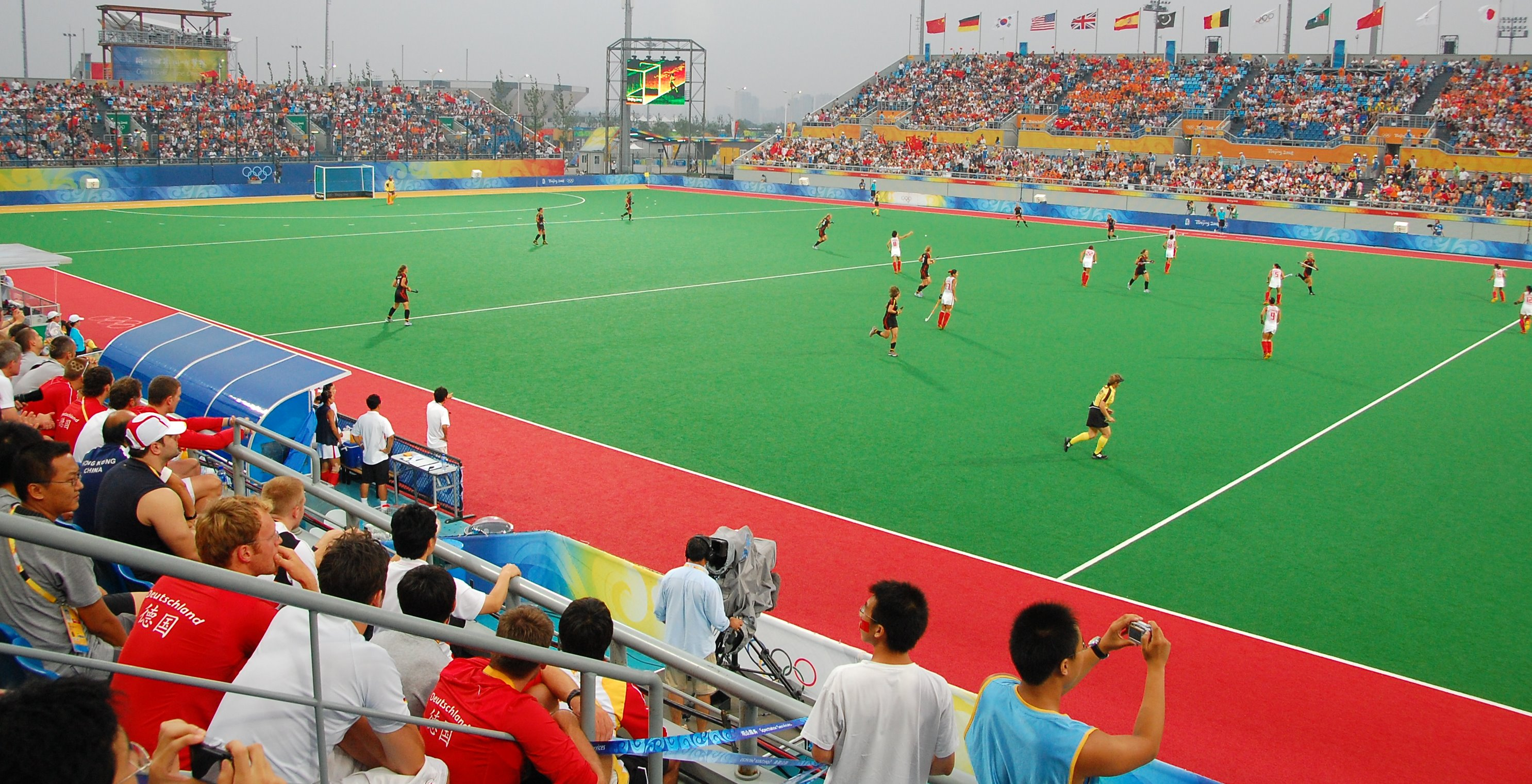
Zápas Němek s domácími reprezentantkami Číny

Obou turnajů se zúčastnilo 12 mužstev, která byla rozdělena do 2 šestičlenných skupin, ve kterých se hrálo stylem jeden zápas každý s každým a poté 2 nejlepší týmy z každé skupiny postoupily do semifinále. Vítězové semifinále poté hráli finále a poražení hráli zápas o 3. místo.

## Turnaj mužů
| Zlato   | Německo (GER)   |
| Stříbro | Španělsko (ESP) |
| Bronz   | Austrálie (AUS) |

### Skupina A
- 11. srpna
- Německo - Čína 4:1
- Jižní Korea - Nový Zéland 1:3
- Španělsko - Belgie 4:2
- 13. srpna
- Čína - Jižní Korea 2:5
- Belgie - Německo 1:1
- Nový Zéland - Španělsko 0:1
- 15. srpna
- Španělsko - Čína 2:1
- Belgie - Nový Zéland 2:4
- Jižní Korea - Německo 3:3
- 17. srpna
- Jižní Korea - Belgie 3:1
- Nový Zéland - Čína 2:2
- Německo - Španělsko 1:0
- 19. srpna
- Německo - Nový Zéland 3:1
- Jižní Korea - Španělsko 1:2
- Čína - Belgie 1:3

| Poř. | Tým         | Z | V | R | P | VG | OG | B  |
| ---- | ----------- | - | - | - | - | -- | -- | -- |
| 1.   | Španělsko   | 5 | 4 | 0 | 1 | 9  | 5  | 12 |
| 2.   | Německo     | 5 | 3 | 2 | 0 | 12 | 6  | 11 |
| 3.   | Jižní Korea | 5 | 2 | 1 | 2 | 13 | 11 | 7  |
| 4.   | Nový Zéland | 5 | 2 | 1 | 2 | 10 | 9  | 7  |
| 5.   | Belgie      | 5 | 1 | 1 | 3 | 9  | 13 | 4  |
| 6.   | Čína        | 5 | 0 | 1 | 4 | 7  | 16 | 1  |

### Skupina B
- 11. srpna
- Pákistán - Velká Británie 2:4
- Austrálie - Kanada 6:1
- Nizozemsko - Jihoafrická republika 5:0
- 13. srpna
- Jihoafrická republika - Austrálie 0:10
- Kanada - Pákistán 1:3
- Nizozemsko - Velká Británie 1:0
- 15. srpna
- Nizozemsko - Kanada 4:2
- Pákistán - Austrálie 1:3
- Jihoafrická republika - Velká Británie 0:2
- 17. srpna
- Velká Británie - Kanada 1:1
- Pákistán - Jihoafrická republika 3:1
- Austrálie - Nizozemsko 2:2
- 19. srpna
- Nizozemsko - Pákistán 4:2
- Kanada - Jihoafrická republika 5:3
- Austrálie - Velká Británie 3:3

| Poř. | Tým                   | Z | V | R | P | VG | OG | B  |
| ---- | --------------------- | - | - | - | - | -- | -- | -- |
| 1.   | Nizozemsko            | 5 | 4 | 1 | 0 | 16 | 6  | 13 |
| 2.   | Austrálie             | 5 | 3 | 2 | 0 | 24 | 7  | 11 |
| 3.   | Velká Británie        | 5 | 2 | 2 | 1 | 10 | 7  | 8  |
| 4.   | Pákistán              | 5 | 2 | 0 | 3 | 11 | 13 | 6  |
| 5.   | Kanada                | 5 | 1 | 1 | 3 | 10 | 17 | 4  |
| 6.   | Jihoafrická republika | 5 | 0 | 0 | 5 | 4  | 25 | 0  |

### Zápas o 11. místo
- 23. srpna
- Čína - Jihoafrická republika 4:3 po prodloužení

### Zápas o 9. místo
- 21. srpna
- Belgie - Kanada 3:0

### Zápas o 7. místo
- 21. srpna
- Nový Zéland - Pákistán 4:2

### Zápas o 5. místo
- 23. srpna
- Jižní Korea - Velká Británie 2:5

### Semifinále
- 21. srpna

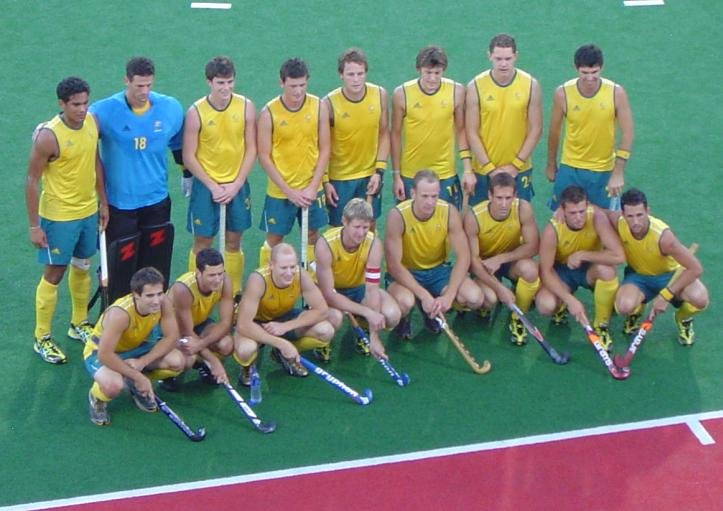
Australští reprezentanti

- Nizozemsko - Německo 1:1 po prodloužení, 3:4 na penalty
- Španělsko - Austrálie 3:2

### Zápas o 3. místo
- 23. srpna
- Nizozemsko - Austrálie 2:6

### Finále
- 23. srpna
- Německo - Španělsko 1:0

### Medailisté
| Zlato | Stříbro | Bronz |
| --- | --- | --- |
| Německo | Španělsko | Austrálie |
| Sebastian Biederlack Moritz Fürste Tobias Hauke Florian Keller Oliver Korn Niklas Meinert Maximilian Müller Juan Carlos Nevado Max Weinhold Tibor Weißenborn Benjamin Wess Timo Wess Philip Witte Matthias Witthaus Christopher Zeller Philipp Zeller | David Alegre Ramón Alegre Pablo Amat Eduard Arbos Francisco Cortes Sergi Enrique Alexandre Fábregas Francisco Fábregas Juan Fernandez Santi Freixa Rodrigo Garza Roc Oliva Xavier Ribas Albert Sala Víctor Sojo Eduardo Tubau | Des Abbott Travis Brooks Kiel Brown Liam De Young Luke Doerner Jamie Dwyer Bevan George David Guest Rob Hammond Fergus Kavanagh Mark Knowles Stephen Lambert Eli Matheson Eddie Ockenden Grant Schubert Matt Wells |

## Turnaj žen
| Zlato   | Nizozemsko (NED) |
| Stříbro | Čína (CHN)       |
| Bronz   | Argentina (ARG)  |

### Skupina A
- 10. srpna
- Čína - Španělsko 3:0
- Austrálie - Jižní Korea 5:4
- Nizozemsko - Jihoafrická republika 6:0
- 12. srpna
- Austrálie - Španělsko 6:1
- Čína - Jihoafrická republika 3:0
- Nizozemsko - Jižní Korea 3:2
- 14. srpna
- Čína - Nizozemsko 0:1
- Španělsko - Jižní Korea 2:1
- Jihoafrická republika - Austrálie 0:3
- 16. srpna
- Austrálie - Nizozemsko 1:2
- Jižní Korea - Čína 1:6
- Španělsko - Jihoafrická republika 1:0
- 18. srpna
- Jižní Korea - Jihoafrická republika 5:2
- Nizozemsko - Španělsko 2:0
- Čína - Austrálie 2:2

| Poř. | Tým                   | Z | V | R | P | VG | OG | B  |
| ---- | --------------------- | - | - | - | - | -- | -- | -- |
| 1.   | Nizozemsko            | 5 | 5 | 0 | 0 | 14 | 3  | 15 |
| 2.   | Čína                  | 5 | 3 | 1 | 1 | 14 | 4  | 10 |
| 3.   | Austrálie             | 5 | 3 | 1 | 1 | 17 | 9  | 10 |
| 4.   | Španělsko             | 5 | 2 | 0 | 3 | 4  | 12 | 6  |
| 5.   | Jižní Korea           | 5 | 1 | 0 | 4 | 13 | 18 | 3  |
| 6.   | Jihoafrická republika | 5 | 0 | 0 | 5 | 2  | 18 | 0  |

### Skupina B
- 10. srpna
- Japonsko - Nový Zéland 2:1
- Argentina - USA 2:2
- Německo - Velká Británie 5:1
- 12. srpna
- Argentina - Velká Británie 2:2
- USA - Japonsko 1:1
- Německo - Nový Zéland 2:1
- 14. srpna
- USA - Německo 2:4
- Japonsko - Argentina 1:2
- Nový Zéland - Velká Británie 1:2
- 16. srpna
- Nový Zéland - USA 1:4
- Německo - Argentina 0:4
- Velká Británie - Japonsko 2:1
- 18. srpna
- Německo - Japonsko 1:0
- Velká Británie - USA 0:0
- Argentina - Nový Zéland 3:2

| Poř. | Tým            | Z | V | R | P | VG | OG | B  |
| ---- | -------------- | - | - | - | - | -- | -- | -- |
| 1.   | Německo        | 5 | 4 | 0 | 1 | 12 | 8  | 12 |
| 2.   | Argentina      | 5 | 3 | 2 | 0 | 13 | 7  | 11 |
| 3.   | Velká Británie | 5 | 2 | 2 | 1 | 7  | 9  | 8  |
| 4.   | USA            | 5 | 1 | 3 | 1 | 9  | 8  | 6  |
| 5.   | Japonsko       | 5 | 1 | 1 | 3 | 5  | 7  | 4  |
| 6.   | Nový Zéland    | 5 | 0 | 0 | 5 | 6  | 13 | 0  |

### Zápas o 11. místo
- 22. srpna
- Jihoafrická republika - Nový Zéland 4:1

### Zápas o 9. místo
- 20. srpna
- Jižní Korea - Japonsko 2:1

### Zápas o 7. místo
- 20. srpna
- Španělsko - USA 3:2 po prodloužení

### Zápas o 5. místo
- 22. srpna
- Austrálie - Velká Británie 2:0

### Semifinále
- 20. srpna
- Německo - Čína 2:3
- Nizozemsko - Argentina 5:2

### Zápas o 3. místo
- 22. srpna
- Německo - Argentina 1:3

### Finále
- 22. srpna
- Čína - Nizozemsko 0:2

### Medailistky
| Zlato | Stříbro | Bronz |
| --- | --- | --- |
| Nizozemsko | Čína | Argentina |
| Marilyn Agliotti Naomi van Asová Minke Booij Wieke Dijkstra Miek van Geenhuizen Maartje Goderie Eva de Goede Ellen Hoogová Fatima Moreira de Melo Eefke Mulder Maartje Paumenová Sophie Polkamp Lisanne de Roever Janneke Schopman Minke Smabers Lidewij Weltenová | Chen Qingling Chen Zhaoxia Cheng Hui Fu Baorung Gao Lihua Huang Junxia Li Hongxia Li Shuang Ma Yibo Pan Fengzhen Ren Ye Song Qingling Tang Chunling Zhang Yimeng Zhao Yudia Zhou Wanfeng | Magdalena Aicega Luciana Aymarová Noel Barrionuevo Claudia Burkart Agustina Garcia Mariana Gonzalez Oliva Alejandra Gullo Giselle Kanevsky Rosario Luchetti Mercedes Margalot Maria de la Paz Hernandez Carla Rebecchi Mariana Rossi Marine Russo Belen Succi Paola Vukojicic |